# Bellefond (Côte-d’Or)
Bellefond – miejscowość i gmina we Francji, w regionie Burgundia-Franche-Comté, w departamencie Côte-d’Or.
Według danych na rok 1990 gminę zamieszkiwało 677 osób, a gęstość zaludnienia wynosiła 274 osoby/km² (wśród 2044 gmin Burgundii Bellefond plasuje się na 351. miejscu pod względem liczby ludności, natomiast pod względem powierzchni na miejscu 1348.).